# Adam Stachowiak (football)
Pour les articles homonymes, voir Adam Stachowiak.
Adam Stachowiak, né le 18 décembre 1986 à Poznań (Pologne), est un footballeur polonais, qui évolue au poste de gardien de but au Denizlispor.

## Biographie
Adam Stachowiak évolue en Pologne, à Chypre, en Bulgarie et en Turquie.
Il joue 10 matchs en Ligue Europa avec le club bulgare du Botev Plovdiv.
Le 22 avril 2020, il quitte Denizlispor en raison de retards de paiement.

## Palmarès
| Botev Plovdiv - Coupe de Bulgarie : - Finaliste : 2013-14. - Supercoupe de Bulgarie : - Finaliste : 2014. |  | Denizlispor - Championnat de Turquie de D2 (1) : - Champion : 2018-19. |